# Ufficio legislativo del guardasigilli
L'Ufficio legislativo è uno degli Uffici di diretta collaborazione del Ministro della giustizia e lo assiste nella sua attività di guardasigilli curando l'effettiva pubblicabilità di leggi e decreti e redigendo gli atti legislativi del Governo.

## Storia
In epoca statutaria la competenza istruttoria, in ordine alla produzione normativa del Regno d'Italia, era pressoché esclusivamente in capo al Ministero di grazia e giustizia, sin da quando esso aveva sede a palazzo Firenze e, successivamente, quando il “Gran sigillo dello Stato” fu trasferito nella nuova sede di via Arenula. 
Nel Dopoguerra si registrò un progressivo depauperamento delle sue competenze in direzione della Presidenza del consiglio dei ministri, culminata con la creazione del Dipartimento per gli affari giuridici e legislativi.

## Funzioni
Ai sensi dell'articolo 7 del decreto del Presidente della Repubblica 25 luglio 2001 n. 315
- esamina, promuove ed attua l'attività normativa nazionale, europea ed internazionale, attraverso:

a) redazione di schemi di disegni di legge, di schemi di decreti legislativi, di decreti presidenziali e di decreti ministeriali;
b) redazione di emendamenti del Governo, espressione di pareri sui testi e sui singoli emendamenti nel corso dell'esame dei disegni di legge in sede di Consiglio dei ministri e nel corso dell'esame di disegni e proposte in sede parlamentare;
c) redazione dei testi di attuazione delle direttive comunitarie, delle decisioni quadro dell'Unione europea, nonché di coordinamento della legislazione nazionale rispetto ai regolamenti comunitari;
d) collaborazione con il Ministro degli Esteri alla negoziazione di convenzioni internazionali in materia di assistenza giudiziaria, di estradizione, di stato civile;
- provvede all'analisi tecnico-normativa delle leggi, e garantisce la loro compatibilità con l'ordinamento generale;

- fornisce:

a) pareri sull'interpretazione delle leggi, ovvero pareri su materie oggetto di circolari poi redatte dai dipartimenti ministeriali secondo le specifiche competenze;
b) pareri sulle questioni di legittimità costituzionale delle leggi, redatti per la Presidenza del Consiglio dei ministri ai fini della sua costituzione in giudizio innanzi alla Corte costituzionale;
c) pareri sulla compatibilità costituzionale delle leggi regionali;
- esamina i provvedimenti sottoposti al visto del guardasigilli, disponendo l'eventuale inserimento nella Raccolta ufficiale degli atti normativi e redigendo le note in calce agli atti pubblicati sulla Gazzetta Ufficiale;

- svolge inoltre attività di coordinamento delle commissioni di studio istituite dal Ministro della giustizia al fine di riformare o razionalizzare interi settori normativi, in particolare di natura codicistica.